# Saenghwang

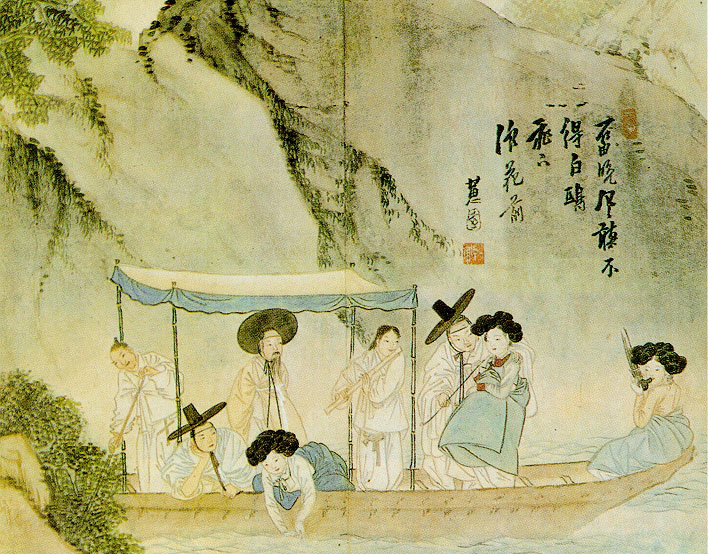
Una "asieng" amb un "saenghwang" (a l'extrem dret). La pintura és del "Hyewon pungsokdo" (1805)

El saenghwang és un instrument de vent de Corea. És un òrgan amb la boca de canya lliure derivat, i molt similar, al sheng xinès, que és el seu antecessor, encara que la seva sintonia és diferent. Està construït a partir de 17 tubs de bambú, cadascun amb una canya lliure de metall, muntada verticalment en un vent. Tradicionalment, la capsa de vent del "Saenghwang" estava elaborada amb una carabassa seca, però actualment està feta de metall o fusta. Aquest és l'únic instrument coreà en el qual es toquen acords.
A diferència d'altres instruments tradicionals coreans, aquest instrument que arriba a Corea durant el període dels Tres Regnes (s. V - VI) i va ser popular fins a la Dinastia Joseon (Choson, 1392-1910) a duets al costat de la flauta Danso, avui ja gairebé no es coneix, fins i tot a Corea, i molt pocs músics el fan servir. S'utilitza principalment en la música de cambra, generalment en combinació amb instruments com el danso (flauta vertical) i el yanggeum (dulcimer amartellat) encara que s'han conegut bandes com "Arirang Frontier i Orgasm" (오르가슴) en un entorn de fusió. L'instrument se'l coneix històricament com saeng (笙). Les artistes coreans Kisaeng sovint es representen en pintures coreanes antigues fent servir el "saenghwang". Durant el regnat de Taejong, en els primers anys de la dinastia Joseon, el "saenghwang" era considerat un instrument que produïa un so màgic i misteriós, que els antics associaven al cant de l'Au fènix, i que era produït gràcies a una fina làmina metàl·lica que envolta per dins la caixa de vents i vibrava amb l'aire. Hi va haver un temps en què el saenghwang va correr el risc de perdre's, però en l'actualitat hi ha algunes peces musicals per a aquest instrument i reben l'atenció d'alguns músics.